# Woodlawn Beach State Park
Der Woodlawn Beach State Park ist ein State Park im Ortsgebiet von Blasdell in der Gemeinde Hamburg, New York, United States. Der Park umfasst 107 acre (43,3 ha) und liegt am Ufer des Eriesee in Erie County. Er wurde 1996 als State Park eingerichtet und wird seit 2011 von der Gemeinde Hamburg aufgrund einer Vereinbarung mit dem New York State Office of Parks, Recreation and Historic Preservation verwaltet.

## Geschichte

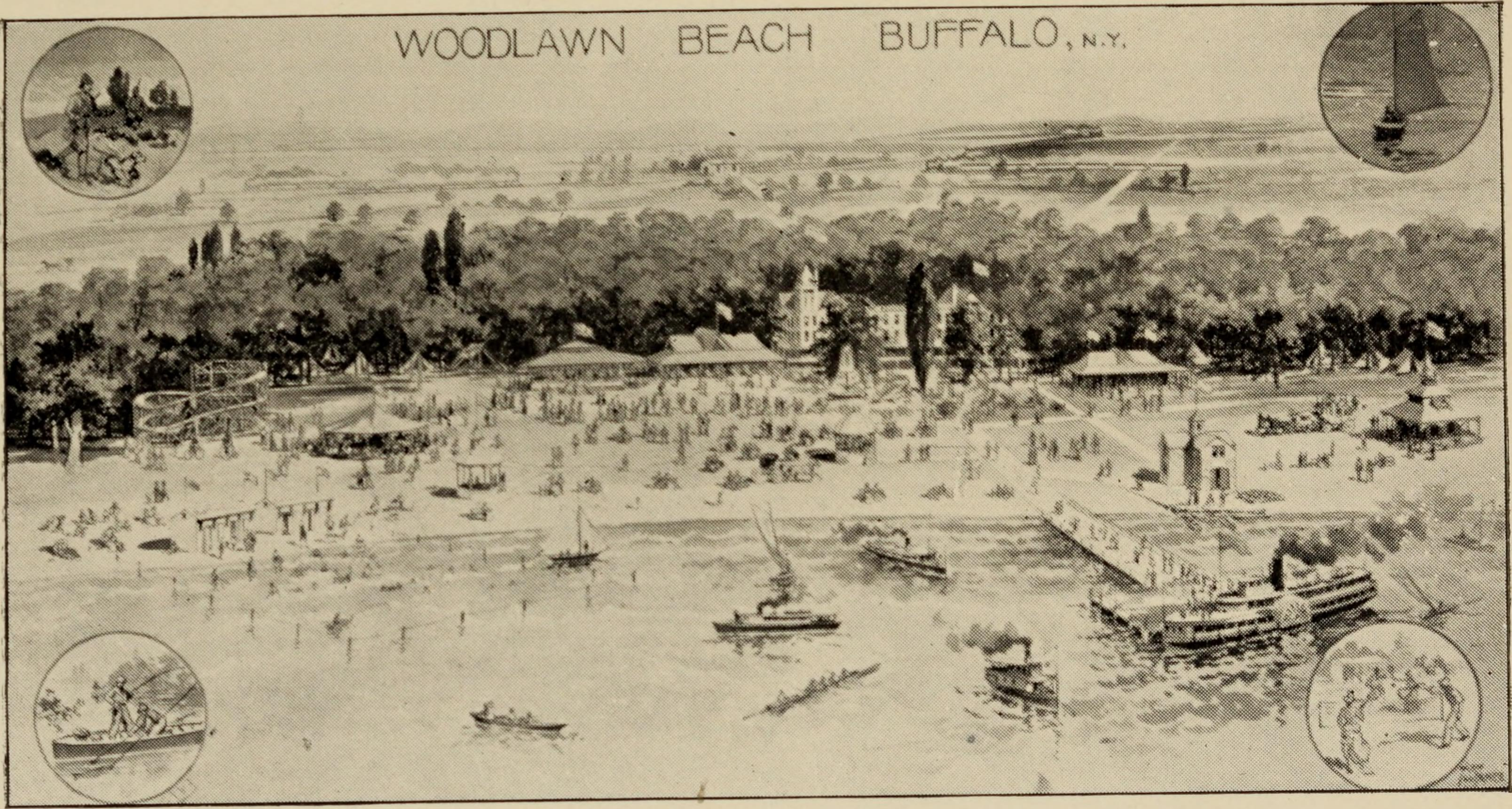
Ansicht von Woodlawn Beach, 1896

Woodlawn Beach war seit dem 19. Jahrhundert ein beliebter Badestrand. Mehrere Bahnstrecken und Dampfschiffrouten hatten Haltestellen an Woodlawn Beach. Es gab ein Hotel, Restaurants, Tanzhalle, Bowlingbahn, Billardhallen, eine Toboggan Slide (Rodelbahn) und eine 30 acre (12 ha) große Picknickwiese.
Zugang zum Strand wurde ab 1950 immer schwieriger, weil neue Eigentümer nur noch private Nutzung zuließen. Der Strand wurde erst 1996 wieder öffentlich zugänglich gemacht, als der New York State 1996 93 acre (37, 6 ha) Land von Buffalo Crushed Stone erwarb. Die 6,3 Mio. $ wurden durch den Trust for Public Land aufgebracht.
Der Park wurde bis 2011 vom New York State Office of Parks, Recreation and Historic Preservation verwaltet. Da Einsparungen vorgenommen werden mussten, wurde der Park zeitweise geschlossen und erst 2011 unter Verwaltung durch die gemeinde Hamburg wieder eröffnet. Obwohl die finanzielle Situation immer noch gespannt st, hatte die Stadt Erfolg mit der Vermarktung der Attraktionen.
Bereits der "2010 Woodlawn Beach Sanitary Survey Report" verzeichnete mögliche Verschmutzungen des Wassers. 2011 wurde Woodlawn Beach vom Natural Resources Defense Council als drittschlechtester Strand in New York im Bezug auf Verschmutzung eingestuft.

## Freizeitaktivitäten
Im Park gibt es einen Strand, Picknickplätze und Spielplätze, eine Bar und ein Restaurant. Man kann Kayaks und Paddle Boards entleihen und die Einrichtungen des Parks für Partes und Hochzeiten mieten. Die Lodge ist nur längerfristig zu vermieten.
Der Park ist täglich geöffnet, Schwimmen jedoch nur in den Sommermonaten erlaubt. Es wird eine Eintrittsgebühr erhoben.